# Rio Maués-Açu
O Rio Maués-Açu, também chamado de Rio Preto pela população local, é um rio localizado na Bacia do Rio Madeira, no estado do Amazonas, Região Norte do Brasil. Em seu curso superior, é conhecido como Rio Parauari que, a partir da confluência com o Rio Amanã, passa a se chamar Maués-Açu. Situa-se a leste do Rio Madeira e ao sul do Rio Amazonas, com os quais se conecta ao desaguar no Rio Paraná do Urariá.
O Maués-Açu é importante para o município de Maués, pois é utilizado como via de transporte da população local e de mantimentos, bem como para atividades pesqueiras. Durante o período de seca, surgem praias naturais às suas margens, o que fomenta o turismo da região, que é conhecida popularmente como "Caribe Amazonense".